# Mitchell Peters
Mitchell Peters (Red Wing, Minnesota, 17 d'agost del 1935 - Encinitas, Califòrnia, 28 d'octubre del 2017) fou un percussionista, compositor, arranjador i pedagog estatunidenc. S'introduí en el món de la música com a clarinetista, fins que un dia el seu professor li va demanar que tocàs la percussió. Va formar part de l'Orquestra Filharmònica de Los Angeles des de l'any 1969 fins a la seva jubilació, el 2006. El 1972 va ser quan va aconseguir la plaça de percussionista co-principal de l'orquestra, i el 1982 va passar a ser-ne el timbaler. Tocà sota la batuta de directors com Zubin Mehta, Carlo-Maria Giulini, André Previn, Esa-Pekka Salonen, Leonard Bernstein, Pierre Boulez, Sir Simon Rattle, John Williams i Michael Tilson Thomas. Va enregistrar nombroses gravacions tant amb l'Orquestra Filharmònica de Los Angeles com amb l'Orquestra Simfònica de Dallas, a més de diverses aparicions en bandes sonores. Va morir a l'edat de 82 anys.